# جورجينا روبرتس
جورجينا روبرتس (بالإنجليزية: Georgina Roberts)‏ هي لاعبة اتحاد الرغبي بريطانية، ولدت في 9 يوليو 1984 في برادفورد في المملكة المتحدة.